# Marina Dorotea Antonazzoni
Marina Dorotea Antonazzoni, även känd som 'Lavinia Antonazzoni', född 1593, död 1639, var en italiensk skådespelare. 
Hon var 1611 gift med skådespelaren Francesco Antonazzoni. Hon har ibland förväxlats med Maria Antonazzoni, som var verksam i Gelosi 1576-1604. 
Hon ersatte 1615 Diana Ponti och var verksam hos Flaminio Scala i Confidenti, som uppträdde i Lucca och Florens under beskydd av Giovanni de' Medici. Omtalad var hennes rivalitet med Maria Malloni och svägerskan Valeria Antonazzoni. 
Bland hennes främsta roller var huvudrollen Lavinia i La pazzia di Lavinia. 
Hon skrev också poesi. 